# H'mida Ayachi
Pour les articles homonymes, voir Ayachi.
H'mida Ayachi (en arabe احميدة عياشي) est un écrivain et journaliste algérien né en 1958 à Sidi Bel Abbès.

## Biographie
Études en sciences politiques université d'Alger, rédacteur en chef d'El-Massar El Magharibi puis directeur du journal El Djazaïr News.
Il est directeur de communication du candidat Ali Ghediri pour l'élection présidentielle algérienne de 2019,.
Le 14 janvier 2020, il devient conseiller de la ministre de la culture Malika Bendouda dans le gouvernement Djerad.

## Œuvres
- Mémoire de la folie et du suicide (roman), Laphomic, 1986
- Les islamistes entre le pouvoir et les balles (essai), Dar El Hikma, 1992
- Habil Oua Habil, pièce de théâtre, créée à Sidi Bel Abbès en 1999